# 홍종학
홍종학(洪鍾學, 1959년 5월 12일~)은 대한민국의 교수, 정치인이다. 가천대학교 교수를 지내고, 제19대 국회의원과 초대 중소벤처기업부 장관을 역임하였다.

## 생애
가천대학교 교수를 역임하고, 2012년 민주통합당 비례대표 4번으로 제19대 국회의원이 되었다. 제19대 국회 기획재정위원회에서 활동하며 재벌 개혁과 경제민주화 관련 입법에 앞장섰다. 2013년 면세점 특허 갱신 기간을 기존 10년에서 5년으로 단축하는 관세법 개정안을 발의해 통과를 주도했다.
2017년 대선에서 문재인 대통령후보 중앙선거대책본부 정책본부 부본부장을 지내며 공약집 '나라를 나라답게' 구성에 주도적 역할을 했다. 2017년 10월 문재인 정부에서 중소벤처기업부 장관 후보자로 내정되었고, 11월 21일 임명되었다.

## 학력
- 1965년 3월 ~ 1971년 2월: 인천송현초등학교
- 1971년 3월 ~ 1974년 2월: 대헌중학교
- 1974년 3월 ~ 1977년 2월: 제물포고등학교
- 1977년 3월 ~ 1983년 2월: 연세대학교 경제학 학사
- 1984년 8월 ~ 1986년 8월: 연세대학교 경제학 석사
- 1986년 9월 ~ 1991년 6월: 미국 University of California, San Diego 경제학 박사

## 경력
- 1983 ~ 1984: 한국종합금융
- 1992 ~ 2012: 가천대학교(전 경원대학교) 전임강사, 조교수, 부교수, 교수
- 1999 ~ 2007: 경제정의실천시민연합 정책위원
- 2003 ~ 2007: 공정거래위원회 경쟁정책자문위원회 위원
- 2003 ~ 2005: 산업자원부 산업발전심의위원회 위원
- 2006 ~ 2006: 경제정의실천시민연합 정책위원장
- 2009 ~ 2011: 경제정의실천시민연합 경제정책연구소 소장
- 2009 ~ 2012: 진보와 개혁을 위한 의제27 공동대표
- 2011 ~ 2012: 복지국가와 민주주의를 위한 싱크탱크 네트워크 공동대표
- 2011 ~ 2012: 민주당 헌법 제119조 경제민주화특별위원회 TF 팀장
- 2011 ~ 2012: 시민정치행동 내가꿈꾸는나라 공동대표
- 2011 ~ 2012: 혁신과 통합 정책위원장
- 2012 ~ 2012: 민주통합당 정책위원회 의장
- 2012.05 ~ 2016.05: 제19대 국회의원 (비례대표, 민주통합당→민주당→새정치민주연합→더불어민주당)
  - 2012.07 ~ 2016.05: 제19대 국회 전반기, 후반기 기획재정위원회 위원
  - 2015.08 ~ 2016.05: 제19대 국회 공적연금 강화와 노후빈곤 해소를 위한 특별위원회 위원
- 2012.06 ~ 2013.01: 민주정책연구원 상근부원장
- 2013.02 ~ 2015.03: 민주정책연구원 수석부원장
- 2015.03 ~ 2015.06: 새정치민주연합 정책위원회 수석부의장
- 2015.06 ~ 2015.12: 새정치민주연합→더불어민주당 디지털소통본부장
- 2017.05 ~ 2017.07: 국정기획자문위원회 경제1분과 위원
- 2017.11 ~ 2019.04 : 중소벤처기업부 장관
- 2024.03 ~ : 조국혁신당 입당

## 저서
- 《삼수사수를 해서라도 서울대에 가라》, 미래와 사람들, 1998
- 《미시적 경제분석》, 제3판, 박영사, 2005, (강태진, 유정식 공저)
- 《미시경제학 연습》 , 박영사, 2006 (유정식 공저)
- 《한국경제 새판짜기》, 미들하우스, 2007 (김상조, 유종일, 곽정수 공저)

### 번역
- (번역서) 성장친화형 진보(진 스펄링 저), 미들하우스, 2009

### 주요 논문 및 정책보고서
- 민주적 시장경제의 한국모형을 찾아서, 『경제와 사회』86호, p69-94, 2010
- 대공황 전후 미국의 기업집단 정책 비교, 『미국사연구』31집, P109-138, 2010
- 대공황 전후 후버와 루스벨트의 사회경제 정책 비교, 『역사비평』87호, p50-77, 2009
- 미국과 영국의 기업집단 개혁과 시사점, 『한국경제연구』21권, p133-160, 2008
- 양극화와 경제구조개혁, 『응용경제』8권 2호, 2006
- 외환위기 이후 한국의 경제정책 비판 - 구조개혁론자의 입장에서, 연구보고서, 2005
- 약탈적 대출에 관한 소고, 『한국경제학보』제12권 제1호, 2005
- 한미비교를 통한 신용카드 문제 분석, 『응용경제』6권 1호, 2004
- 한국경제에서의 규칙과 관치, 『경상논총』, 경원대학교 경상대학, 2002
- 재벌문제에 관한 두 가지 견해: 진화가설 대 암세포가설, 『응용경제』, 2권 2호, 2000
- 석차제도의 비효율성에 관한 연구, 『경제학연구』, 45권, 1997(김성태, 박주현, 한광석 공저)
- 한국소비의 특징적 현상, 『연세경제연구』1권, 1994
- 기여입학제의 경제적 분석 - 신호가설의 입장에서, 『경제학연구』, 42권, 1994
- Voluntary Disclosure of Information, Korean Economic Review, Vol. 9, 1993

## 역대 선거 결과
| 실시년도 | 선거   | 대수 | 직책     | 선거구   | 정당       | 득표수      | 득표율          | 순위         | 당락 | 비고 |
| -------- | ------ | ---- | -------- | -------- | ---------- | ----------- | --------------- | ------------ | ---- | ---- |
| 2012년   | 총선   | 19대 | 국회의원 | 비례대표 | 민주통합당 | 7,777,123표 | \| \| 36.45% \| | 비례대표 4번 |      | 초선 |
|          | 36.45% |      |          |          |            |             |                 |              |      |      |

## 같이 보기
- 대한민국 제19대 국회의원 선거 민주통합당 후보 목록#비례대표
- 대한민국의 중소벤처기업부 장관